# Costanzo Varolio
Constanzo Varolio, latinisé en Constantius Varolius (en français : Constant Varole) est un anatomiste italien de la Renaissance né en 1543 à Bologne et mort à Rome en 1575.

## Biographie
Costanzo Varolio exerça à Bologne, où le théâtre anatomique du palais de l'Archiginnasio conserve une statue de lui. Il travailla en particulier sur le cerveau, qu'il fut le premier à couper à sa base. Il fournit une description détaillée du système nerveux central et en particulier de la structure connue maintenant sous le nom de pont de Varole.

## Œuvres
- De Nervis Opticis nonnullisque aliis praeter communem opinionem in Humano capite observatis. Ad Hieronymum Mercurialem, Patavii apud Paul et Anton. Meiettos fratres, 1573.
- Anatomiae sive de resolutione corporis humani ad Caesarem Mediovillanum libri iv, Eiusdem Varolii et Hieron. Mercurialis De nervis Opticis, etc. epistolae, Francofurti, apud Joh. Wechelum et Petr. Fischerum consortes, 1591.